# Avilla (Indiana)
Avilla – miasto w Stanach Zjednoczonych, w stanie Indiana, w hrabstwie Noble.